# 韓醫學
韩医学，又称东医，朝鲜民主主义人民共和国称为高丽医学，是朝鲜半岛的传统医学，主要是在傳統中醫的體系上结合朝鲜本土医药發展起來。中国境内的朝鲜族自治区域称为朝医。朝医是中国五大少数民族医学之一。
朝鲜半岛本土传统医学最初称为“乡药”:5-6。朝鲜王朝中期，朝鲜医学家许浚将《黄帝内经》和金元四大家的中医理论与本国传统乡药統合开创“东医”:95。朝鲜王朝末期，医学家李济馬创立以四象为纲的“四象医学”成为韩医学的重要组成部分。韩医以“天、人、性、命”整体观和“四维之四象”结构为理论指导，在临床上施行辨象施治。韩医与中医有许多共通之处，但韩医发展了其独具特色的治疗方法，融合了除中医以外的其它医学知识。在临床方面，韩医非常注重针药并用的治法，應診甚少使用脈診。
1986年，韩国将日本式的“汉医”一词改称“韩医”。2006年，韩国为配合2013年东医名著《东医宝鉴》问世400周年的纪念活动申请将此书登录为世界记忆遗产名录。此后，《广州日报》在头版上援引民俗专家白庚胜的话以《韩国拟将中医改为韩医申报“世遗”》为题进行报道，引起舆论对韩医的关注和不满。韩国被指欲割断韩医与中医的源出关系，以突出其医学的本国化。不过也有舆论表示《广州日报》的报道存在“常识性错误”，并支持包括韩医、中医在内的传统医学都成为文化遗产。

## 名称
朝鲜半岛本土传统医学最初称为“乡药”:5-6。朝鲜王朝时期，朝鲜医学家许浚将《黄帝内经》和金元四大家的中医理论与本国传统乡药结合开创朝鲜医学——“东医”。他在其所著《东医宝鉴》中称：“王节斋有言曰：东垣北医也……丹溪南医也……则医有南北之名尚夷，我国僻在东方，医学之道，不绝如线，则我国之医，亦可谓之东医也”:95。朝鲜日占时期，按日本汉方医学的习惯，东医被称为“汉医”或“汉方医学”、“东洋医学”。1986年，韩国政府修改《国民医疗法》，规定将“东医”、“汉医”统一改称为“韩医”，不过民間仍有稱漢醫者。

## 历史

### 萌芽期

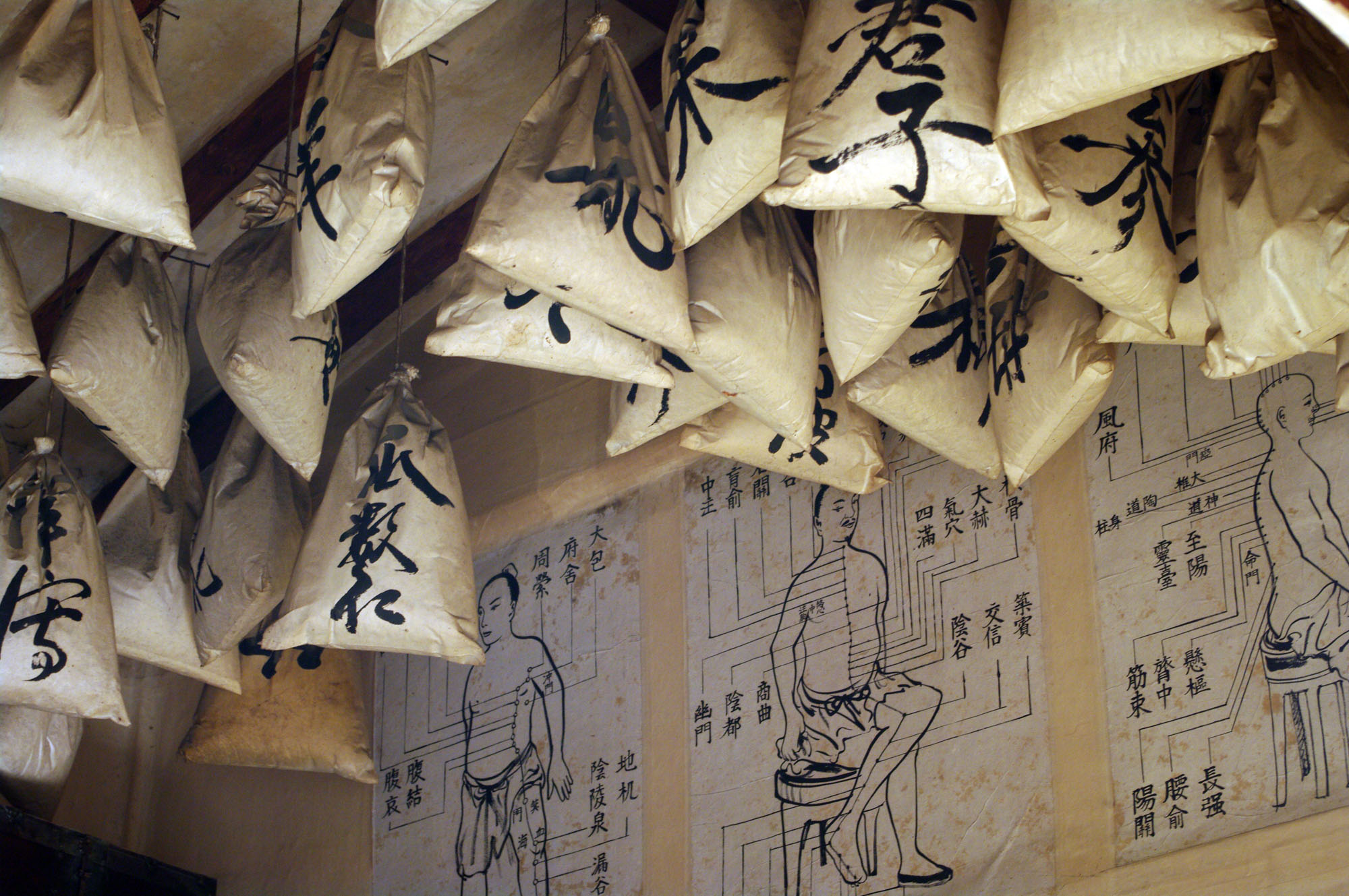
韩国民俗村中的韩医诊所

《黄帝内经》载“故砭石者，亦从东方来”:242,《素问·异法方宜论》和《山海经·东山经》称始于中国东海岸的针灸术传入了古朝鲜。据考古发现，早在原始社会朝鲜半岛的先民就已经使用砭石来治疗外科肿气等疾病:3。据相关遗址中针的发现，以及史料中有关灵艾、乾艾的记载，表明古朝鲜已经使用针灸治疗疾病。:3-5。史记载古朝鲜使用艾、蒜、灵草等植物和动物做药材:3-5。《神农本草经》也有提及韩医学:242。

### 创立期
三国时期，古朝鲜固有的和从中国传入的医学理论得到了融合，并在此基础上创立了自主的医学——“乡药”，即“国药”。高句丽借鉴中国建立了侍医制度，主要负责国王的医疗。百济设有药部和负责医学教育、疾病治疗和药物管理的医博士、采药师、祝禁士。三国医学在人体结构方面借鉴了中医以五脏六腑为中心的系统学说；在生理、病理方面则借鉴了印度医学以地、水、火、风四方面说明人体生理和病理的学说；在预防养生方面采纳并进一步发展了中国道家导引、按摩、辟谷、纳气、炼丹等方法:6-7:37。三国时期的医学书籍有《高丽法师方》、《百济新集方》等。这些医书对朝鲜本土乡药的发展影响很大。与此同时，这些书籍也传入中国和日本。据史料记载，公元645年，日本人安作得志从高句丽学习针灸术后将其带回日本，推动了日本医学的发展。:6-7
统一新罗于717年开设药殿，指定专门的医博士教授医学，主要科目是其从唐引入的医学理论。从印度归来的僧人以及唐沿海新罗坊从事贸易的商人还将产于阿拉伯、东罗马帝国等地的药材引入朝鲜半岛。三国时期曾出现的救疗制度在统一新罗时期得到进一步的完善。从统一新罗传入中国的医方、药物明显增多。高句丽的《老师方》被载入《外台秘要》。记载新罗僧人用威灵仙治愈足痹的《威灵仙传》传入中国后，很快被中国医家认可并迅速推广，并被载入《本草》。统一新罗的医书主要有《济众立效方》、《新罗法士方》、《新罗法士流观秘密要术方》和《新罗法师秘密方》四部。不过这四部书都已失佚，只有《新罗法士方》二首，《新罗法士流观秘密要术方》和《新罗法师秘密方》各一首保存在日本《医心方》中:7-8。据《三国遗事》记载，新罗曾进行过尸体解剖:56。

### 发展期
高丽在建国初期设立了医学教育与行政机关体系。太医监主管全国医疗行政和医生教育及任用，尚药局负责王室的医疗事务，此外还有东宫医官、翰林医官、食医、军医、兽医、狱医等以及东西大悲院、济危宝、恵民局、救济都监等救疗机构。此外，高丽还设立了医学院，主要邀请宋医教授医生。958年，高丽开始通过科举考试任用医官。成宗和穆宗时期时期，高丽医疗制度得到进一步的完善:9:107。高丽中期在继承唐宋医学和综合印度及阿拉伯医学的知识后，高丽医学开始创立。受宋医的影响，高丽改变了原始的治疗方法，开始以阴阳五行为中心展开医学理论探讨，辩证论治的思想开始发展:9-10。在本草方面，宋《本草要括》、《证类本草》的传入使高丽新药的知识更加丰富。高丽《乡草救急方*方中乡药目草部》记载有180余种药物。高丽与中国的医学交流达到空前水平。高丽使节来华大多有医官相随。中国医事制度、医药著作、药材大量输出到高丽。中国医生到高丽也不绝于途:10。
高丽中后期的医学自主性得到增强，虽然依然遵循中医理、法、方，但在药物的使用上形成了使用乡药的风气。乡药的理论基础是“在本国发生的疾病应以本国药材进行治疗”的宜土性理论。相对于“乡药”，从中国输入的药材被称为“唐药”。高丽代表性的医学著作有金永锡的《济众立效方》（约1146-1166年）、崔宗俊的《御医撮要方》（1226年）。脉诊在高丽很被重视，但辨证论还不成熟，仍处于对症治疗的阶段，以药物治疗为主。《乡药救急方》、《三和子乡药方》、《乡药古方》、《东方经验方》、《乡药惠民经验方》、《乡药简易方》等许多乡药方书的出现，显示高丽自主医学已经过渡到以唐宋医学为基础，适当结合经验医术的阶段。高丽末期，由于战乱，高丽内忧外患，但高丽的自主医学却有了飞跃的发展，逐渐扩充了乡药的医药知识:11-12:108。在医学理论方面，高丽医学对《黄帝内经》、《甲乙经》、《难经》等有了新的理解与诠释，并整理编撰了《黄帝八十一难经注义图序论》，对《难经》各条文进行注解，并对全部理论辅以图表加以解释:9。

### 成熟期

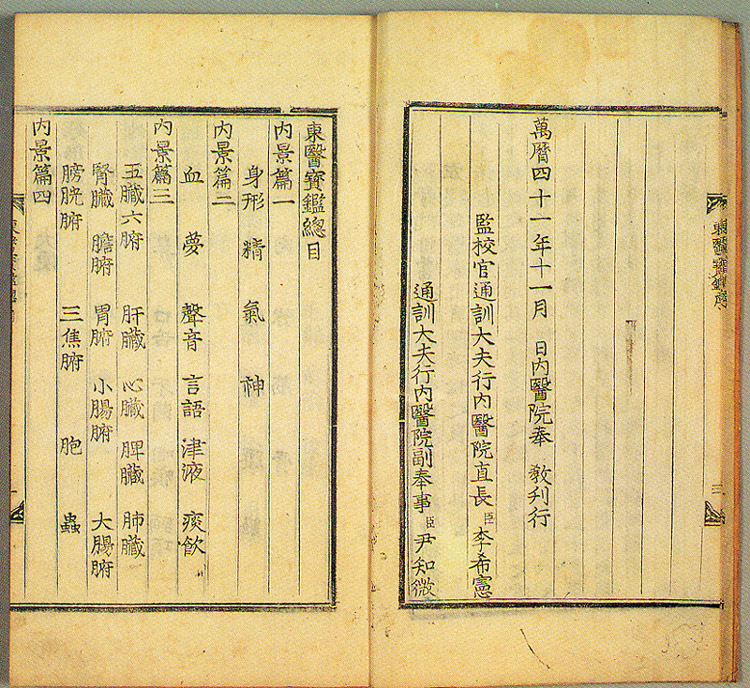
韩医名著《东医宝鉴》

朝鲜王朝初期与高丽末期一样与中国的交流较少，这一时期的医学主要是继承高丽末期的乡药医学。从世宗开始，朝鲜与中国明朝的交往变得越来越频繁。到成宗和中宗时期，中国明朝的许多方书能够在朝鲜直接出刊。朝鲜对明朝医学的认识也越来越深刻、全面。与此同时，朝鲜本土乡药医学的研究在成宗时期也达到鼎盛。朝鲜经常派人来华输入朝鲜不产之药，并引种、繁殖中国的药用动植物。由于中国地道药材路远而昂贵，朝鲜也越发意识到使用乡药更为方便、便宜、疗效更佳。:13-15
世宗很重视用乡药治疗本国人民的疾病。为了解乡药采集的最佳时期，他命俞孝通领衔编撰《乡药采取月令》，发布乡药采集月令，收集乡药方书，最终编写了包括所有乡药方书的《乡药集成方》。《乡药集成方》全书共85卷，以《乡药济生集成方》为蓝本，借鉴中国和朝鲜本国医学书籍编撰而成，是朝鲜半岛医学史上的第一部集大成的著作:15:208。世宗时期，朝鲜还对实用性较强的中医方剂学进行了整理，为吸收和同化中国医学提供了有效的方法。1445年，世宗又命金礼蒙等编纂了另一部大型医学著作《医方类聚》。该书共365卷（现存仅262卷）历经朝鲜世宗、世祖、成宗三朝，耗时十余年于1465年最终刊印，引用中国医书153部，其中包括40多部中国已佚的古医书。训民正音发明后，朝鲜还对中国和用汉字书写的朝鲜方书进行了韩语翻译、解释、注解，为朝鲜自主医学的发展起到了重要的意义:13-14:208。
朝鲜王朝中期的医学主要是以金元四大家和明朝中期的医书为主。燕山君之后，乡药医学开始逐渐衰落，乡药的采集被忽视，许多乡药方书也未能在临床中得到应用:14。乡药逐渐衰退的原因主要是因为关于乡药使用核传播的医书都是以治疗方剂或运用技巧为主，而不是以学术理论为重点，所以除非传授秘籍，否则无法通用。此外，乡药医书中的理论和原理也不全面，如果不掌握其方剂的本意或用药技巧，就无法传授其精华部分:178。壬辰倭乱期间，无辜百姓死于疾病，救济百姓成为极为迫切的任务。但当时朝鲜既有传统医学，又有中国宋、金、元时期医学，还有刚刚传入的明朝医学，出现各种医学混合在一起的混乱局面。宣祖于是命许浚编撰新的综合医书，纠正错误理论和处方，并选取正确的处方。1610年，许浚花了14年的时间最终使《东医宝鉴》成书:55-56。《东医宝鉴》是一部以《黄帝内经》为理论基础，加之金元四大家的实际医学理论，并倡导朝鲜乡药运用的综合性医学理论和临床典籍:54。它的问世确立了韩医学的独立地位:24，并最早创用“东医”作为朝鲜传统医学的专用名:20。乡药也重新得到复兴:178。

### 近现代

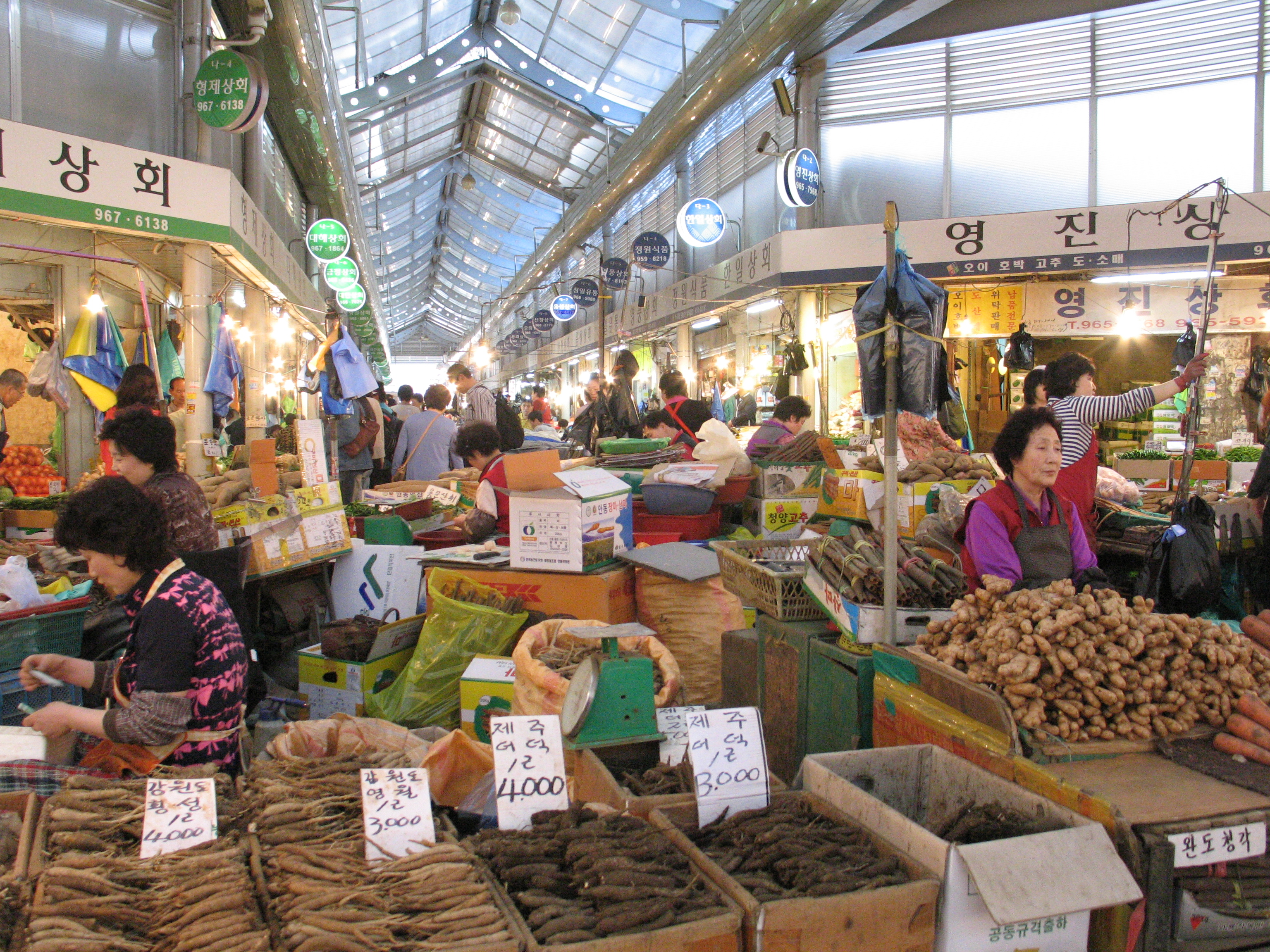
韩国首尔京东市场出售的草药

近代，西方科学和思想文化涌入朝鲜。1894年甲午改革时期，朝廷废除了传统韩医学考试而全面引进西医。西医学在政策的保护下逐渐定立。1900年1月，新的《医士规则》将传统韩医与西医并存。尽管受到西医的冲击，传统韩医学依然有所发展。1901年，以医家李济马根据中国《灵枢·通天》五态人之说，创立了一个完整的四象医学理论体系，并於1894年编撰了《東醫壽世保元》。四象医学主要是替代辨证论治的理论体系，将人的体质分为四象来治疗以适于体质病因论的理论。它是源于中医、脱胎于中医，而由朝鲜医家创造的朝鲜民族医学。四象医学创立不久就很快传入中国延边地区，成为延边朝鲜族民族传统医学的内容之一:23。四象医学学说同时也为东方传统医学增添了体质医学的新内容。
日本统治下的朝鲜对韩医学持否定态度。1907年起，韩医生不再被允许在国立医院行医。但由于日占朝鲜医疗资源紧缺，日帝朝鲜总督府于1913年发表《医生规则》，区分「醫生」和「醫師」，将行使韩医的人员称为「醫生」。1944年日帝总督府发表《朝鲜医疗令》，废止1913年的《医生规则》。
1948年大韩民国成立后，韩国政府在社会部保健局新设了汉方科。1951年10月，韩国政府颁布《国民医药法》，规定传统东医与西医的地位相同，享受同等待遇，从而在法律上确立了东、西医两种医学并存的二元医疗体制。朝鲜战争结束后，传统韩医学在诊疗手段、用药方式和医疗条件等方面都有了改善:242。1994年10月，韩国正式成立韩医学研究院（KIOM），并于1996年11月在保健福祉部成立韩医管理局。2003年7月15日，韩国国会通过了《韩国韩医药发展法案》，扶植韩医药发展，促进韩医学的普及化、现代化和国际化。2005年12月21日，韩国保健福祉部与有关部门协作成立“韩医药发展审议委员会”，保健福祉部副部长任该委员会委员长，并颁布了《韩医药发展第一个五年综合计划》。
近年來，韓醫學界正推動韓醫使用現代醫療設備，並認為這可使韓醫客觀化、科學化。2012年，有韓醫生使用超音波而遭到起訴。2022年12月，韓國大法院最終裁定韓醫生使用超音波檢查並不違法。韓國韓醫學會對此表示將會推動韓醫學校開設放射學等科目，並呼籲解除對韓醫師使用X光、CT和MRI等影像設備的限制。

## 韩医教育

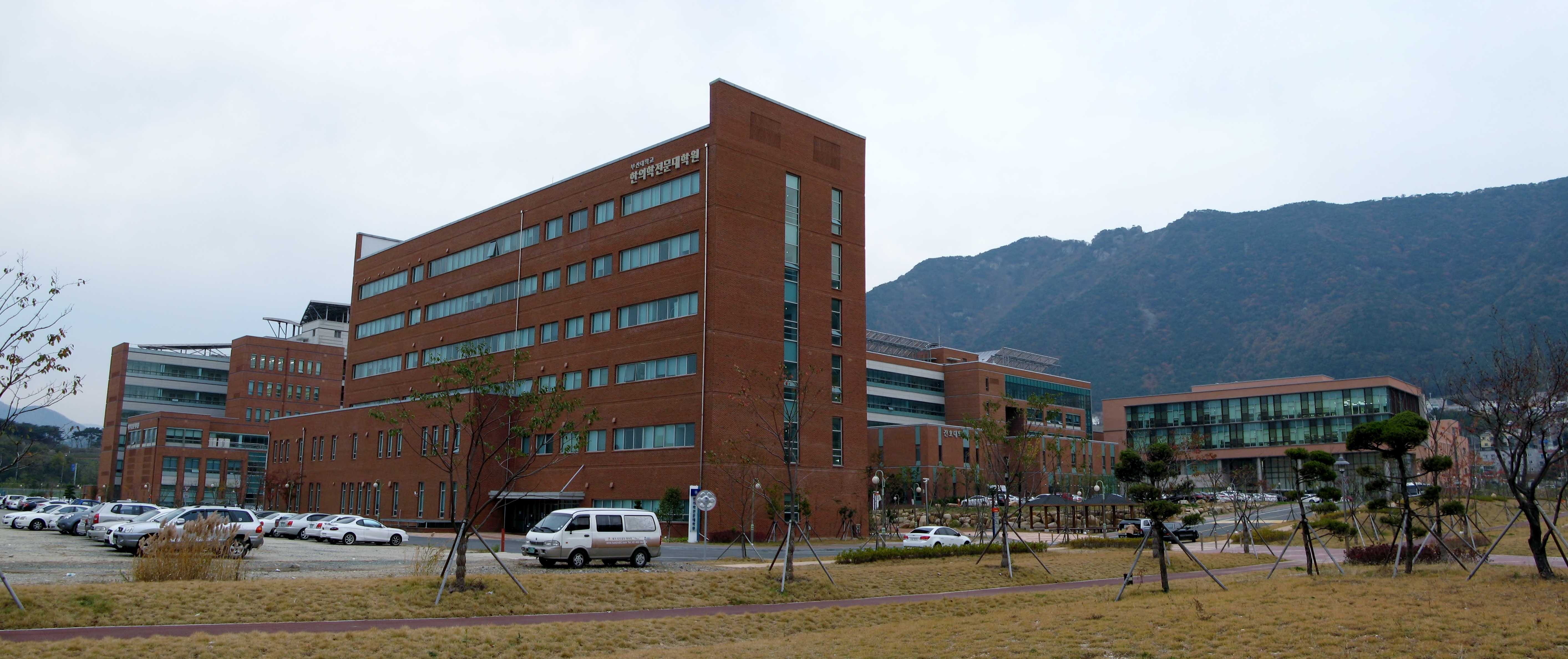
2008年，釜山大學於梁山校區成立東方醫學院，為首間國立韓醫學院

韩国有完整的韓醫学士、硕士、博士学位教育。1953年，東洋醫科大學开设韩国最早的韩医學院（今庆熙大学東方醫學院），并于1974年开设了首個博士课程。
韓國目前有12所大學提供韓醫教育，每年招收約800名韓醫學生，11所為6年制韓醫大學，其中庆熙大学、 圓光大學、东国大学和東義大學为综合性大学，另外7所为专科大学，有大邱韓醫大學、大田大学、尚志大学、 又石大学、 嘉泉大學、世明大学、 東新大學。而釜山大學則是4年制的韓醫大學，同時也是唯一的公立韓醫大學。